# Myzus prunisuctus
Myzus prunisuctus är en insektsart. Myzus prunisuctus ingår i släktet Myzus och familjen långrörsbladlöss. Inga underarter finns listade i Catalogue of Life.